# Коломбо, Лоренцо
Лоре́нцо Коло́мбо (итал. Lorenzo Colombo; родился 8 марта 2002) — итальянский футболист, нападающий клуба «Милан».

## Клубная карьера
Воспитанник футбольной академии «Милана». В основном составе «россонери» дебютировал 12 июня 2020 года в матче Кубка Италии против «Ювентуса». 18 июля 2020 года дебютировал в итальянской Серии A в матче против «Болоньи».

## Карьера в сборной
Выступал за сборные Италии до 15, до 16, до 17 и до 19 лет и до 21 года.

## Статистика
По состоянию на 4 июня 2023 года
| Клуб               | Сезон            | Чемпионат        | Чемпионат | Чемпионат | Кубок | Кубок | Еврокубки | Еврокубки | Другие | Другие | Всего | Всего |
| Клуб               | Сезон            | Лига             | Игры      | Голы      | Игры  | Голы  | Игры      | Голы      | Игры   | Голы   | Игры  | Голы  |
| ------------------ | ---------------- | ---------------- | --------- | --------- | ----- | ----- | --------- | --------- | ------ | ------ | ----- | ----- |
| Милан              | 2019/20          | Серия A          | 1         | 0         | 1     | 0     | 0         | 0         | —      | —      | 2     | 0     |
| Милан              | 2020/21          | Серия A          | 4         | 0         | 0     | 0     | 5         | 1         | —      | —      | 9     | 1     |
| Кремонезе (аренда) | 2020/21          | Серия B          | 13        | 1         | 0     | 0     | —         | —         | —      | —      | 13    | 1     |
| СПАЛ (аренда)      | 2021/22          | Серия B          | 34        | 6         | 1     | 0     | —         | —         | —      | —      | 35    | 6     |
| Лечче (аренда)     | 2022/23          | Серия A          | 33        | 5         | 1     | 1     | —         | —         | —      | —      | 34    | 6     |
| Всего за карьеру   | Всего за карьеру | Всего за карьеру | 85        | 12        | 3     | 1     | 5         | 1         | 0      | 0      | 93    | 14    |